# Форжинг
Форжинг (от англ. Forging — ковка) или минтинг (от англ. Minting — чеканка монет) — создание в различных криптовалютах новых блоков в блокчейне на основе подтверждения доли владения с возможностью получить вознаграждение в форме новых единиц и комиссионных сборов.
Стейкинг — получение дохода в форме выплат от форджера за предоставление ему дополнительных средств. На практике вероятность получения вознаграждения крайне небольшая при относительно небольшой сумме на счету. Увеличить вероятность позволяет объединение средств нескольких участников. В такой группе непосредственно созданием новых блоков (форжингом) будет заниматься только один участник который и будет выполнять функции валидатора. Остальные члены группы превращаются во «вкладчиков», которые объединили с валидатором свои средства. «Вкладчики» не осуществляют никакой деятельности. Но за предоставление средств ради увеличения вероятности дохода оговоренную часть своего дохода форжер распределяет между «вкладчиками» пропорционально предоставленной сумме. В этом случае вознаграждение становится похожим на начисление процентов по вкладу, но с иной природой источника дохода.
Форжинг — не единственная технология создания новых блоков. Альтернативами являются майнинг и ICO. Обычно используется только одна технология, но в некоторых криптовалютах используют комбинации из них.
Различные криптовалюты могут иметь дополнительные условия для участия в форжинге. Например, Nxt позволяет присоединиться к процессу только для тех сумм, которые имеют не менее 1440 блоков подтверждений; Emercoin требует, чтобы активы, участвующие в оценке доли, были депонированы (заморожены) не менее 30 дней. В этом случае вознаграждение становится похожим на начисление процентов по вкладу.